# Чемпионат мира по футболу 2026 (отборочный турнир, УЕФА, группа D)
Жеребьёвка отборочного турнира европейской квалификации чемпионата мира 2026 прошла в Цюрихе 13 декабря 2024 года. В группу D попали сборные следующих стран: Франция, Украина, Исландия и Азербайджан.
Матчи в группе D пройдут с 5 сентября по 16 ноября 2025 года.
Сборная, занявшая первое место, выходит в финальную часть чемпионата мира напрямую. Сборная, занявшая второе место, принимает участие в стыковых матчах за право выхода в финальную часть турнира.

## Таблица
| Поз | Команда     | И | В | Н | П | МЗ | МП | РМ | О | Квалификация                        |        | FRA    | Украина | Исландия | Азербайджан |
| --- | ----------- | - | - | - | - | -- | -- | -- | - | ----------------------------------- | ------ | ------ | ------- | -------- | ----------- |
| 1   | Франция     | 0 | 0 | 0 | 0 | 0  | 0  | 0  | 0 | Квалификация на чемпионат мира 2026 |        | —      | 13 ноя  | 9 сен    | 10 окт      |
| 2   | Украина     | 0 | 0 | 0 | 0 | 0  | 0  | 0  | 0 | Выход в раунд плей-офф              |        | 5 сен  | —       | 16 ноя   | 13 окт      |
| 3   | Исландия    | 0 | 0 | 0 | 0 | 0  | 0  | 0  | 0 |                                     |        | 13 окт | 10 окт  | —        | 5 сен       |
| 4   | Азербайджан | 0 | 0 | 0 | 0 | 0  | 0  | 0  | 0 |                                     | 16 ноя | 9 сен  | 13 ноя  | —        |             |

## Матчи
Расписание матчей было опубликовано УЕФА после жеребьёвки 13 декабря 2024 года в Цюрихе. Время начала матчей указано центральноевропейское (CET)/центральноевропейское летнее (CEST) (местное время, если оно отличается, указано в скобках).
| Исландия | –:–     | Азербайджан |
| -------- | ------- | ----------- |
|          | (отчёт) |             |

| Украина | –:–     | Франция |
| ------- | ------- | ------- |
|         | (отчёт) |         |

| Азербайджан | –:–     | Украина |
| ----------- | ------- | ------- |
|             | (отчёт) |         |

| Франция | –:–     | Исландия |
| ------- | ------- | -------- |
|         | (отчёт) |          |

| Исландия | –:–     | Украина |
| -------- | ------- | ------- |
|          | (отчёт) |         |

| Франция | –:–     | Азербайджан |
| ------- | ------- | ----------- |
|         | (отчёт) |             |

| Исландия | –:–     | Франция |
| -------- | ------- | ------- |
|          | (отчёт) |         |

| Украина | –:–     | Азербайджан |
| ------- | ------- | ----------- |
|         | (отчёт) |             |

| Азербайджан | –:–     | Исландия |
| ----------- | ------- | -------- |
|             | (отчёт) |          |

| Франция | –:–     | Украина |
| ------- | ------- | ------- |
|         | (отчёт) |         |

| Азербайджан | –:–     | Франция |
| ----------- | ------- | ------- |
|             | (отчёт) |         |

| Украина | –:–     | Исландия |
| ------- | ------- | -------- |
|         | (отчёт) |          |

## Дисквалификации
Игрок получает дисквалификацию на 1 матч за следующие нарушения:
- Красная карточка (отстранение за красную карточку может быть продлено за грубые нарушения).
- 2 жёлтые карточки в 2 разных матчах (дисквалификация за жёлтую карточку может перенестись на стыковые матчи, но не на основной турнир или любые другие международные матчи).

## Комментарии
1. ↑  CEST (UTC+2) до 26 октября 2025 года, CET (UTC+1) после 26 октября 2025 года.